# Lega di Torgau
La Lega di Torgau (Torgauer Bund in tedesco) è stata un'alleanza di principi Protestanti, tra i quali Giovanni principe elettore di Sassonia e Filippo I Langravio d'Assia, formata nel 1526 dai principi luterani all'interno del Sacro Romano Impero, per opporsi a quanto stabilito nell'Editto di Worms. Siccome non aveva una valenza militare, non è stata in grado di esercitare influenza politica o religiosa. Il 1531 ha visto la formazione della Lega di Smalcalda, un'alleanza simile, ma che ha incluso un esercito di 10 000 fanti e 2 000 cavalieri. Questa Lega è durata sedici anni ed ha avuto più successo nel raggiungere i suoi obiettivi. La Lega di Torgau è stata istituita subito dopo la Dieta imperiale di Spira dello stesso anno.
Gli aspetti politici della alleanza tra i principi tedeschi sono stati riattivati con un nuovo incontro a Torgau, che ha avuto luogo nel 1551 e ha portato alla cosiddetta Alleanza di Torgau, Accordo di Torgau o Trattato di Torgau, che rivendicava esplícitamente il ripristino delle libertà tedesche; nel contesto del periodo finale della guerra di Smalcalda (successivamente all'Interim di Augusta del 1548 e prima della Pace di Augusta del 1555). La personalità dominante di questa seconda lega di Torgau era Maurizio I, Elettore di Sassonia, con il sostegno determinante del re Francesco I di Francia, un cattolico, ma nemico dell'imperatore Carlo V. L'anno successivo venne firmato il Trattato di Chambord tra i principi protestanti tedeschi e la Francia.

## Confessioni di Torgau

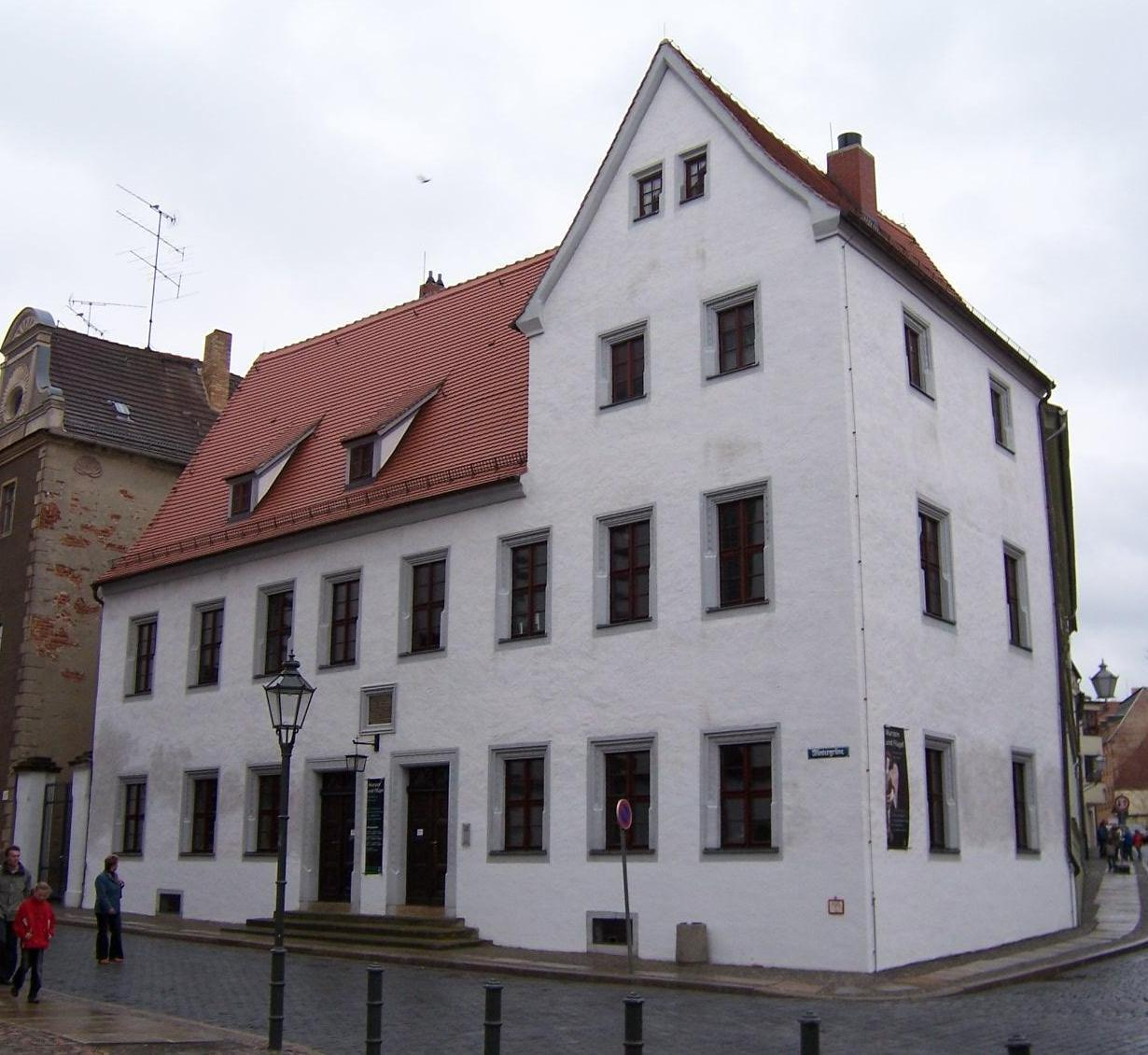
Luogo della firma della Confessione di Torgau del 1530.

Non bisogna confondere queste alleanze politiche con i documenti religiosi chiamati Confessione di Torgau, Articoli di Torgau o Libro di Torgau:
La prima Confessione di Torgau, del 1530, è stata il risultato della richiesta del conte Giovanni principe elettore di Sassonia a Martin Lutero, che proveniva da Wittenberg, per stabilire la confessione religiosa dei loro stati. Scritta nel mese di marzo da Lutero e dai suoi colleghi Justus Jonas, Filippo Melantone e Johannes Bugenhagen, è stata presentata all'imperatore, e successivamente unita alla Confessione di Augusta del 25 giugno dello stesso anno come punti dal 22 al 28.
La seconda Confessione di Torgau, del 1574, è stata il risultato della riunione dei teologi e legislatori convocati dal principe Augusto I di Sassonia. I suoi trenta articoli dovettero essere approvati uno per uno. I Filippisti (seguaci di Filippo Melantone) rifiutarono di partecipare al voto, così furono etichettati come calvinisti ed espulsi dal Ducato di Sassonia.